# Gobius kolombatovici
Il ghiozzo di Kolombatovic o ghiozzo a punti arancio (Gobius kolombatovici) è un pesce appartenente alla famiglia Gobiidae.

## Distribuzione e habitat
Ignote, è stato per ora descritto per ambienti scogliosi con sabbia del mar Adriatico a profondità tra i 10 ed i 40 m in associazione a Gobius vittatus, Parablennius rouxi e Thorogobius macrolepis. Recentemente la sua presenza è stata riportata nella costa ionica siciliana

## Descrizione
Ha il corpo cosparso di linee di punti di vivo color arancio, nove macchie di colore arancio più carico sui fianchi ed una macchia nera sulla prima pinna dorsale.

## Biologia
Ignote. La specie è stata descritta solo nel 2000.